# 陰陵泉穴
陰陵泉穴（いんりょうせんけつ）は、足の太陰脾経に所属する9番目の経穴である。同経の合水穴である。

## 部位
脛骨内側顆の下、脛骨内側の骨際、陥凹部、膝をたて、脛骨内側縁を擦上して指の止まるところに取穴する

## 名前の由来
脛骨の内側顆を陰陵といい、高い突起を意味し、泉は湿邪を出し、脾虚の浮脈に効くことを示すことから名づけられた。

## 効能
腹脹、喘逆、水腫、黄疸、激しい下痢、小便不利あるいは失禁、陰茎痛、婦人陰部痛、遺精、膝痛に使われる。　

## その他
足の少陽胆経の合土穴である陽陵泉穴と対応している。